# لاله واژگون سیرهوزا
لاله واژگون سیرهوزا(نام علمی: Fritillaria roylei) نام یک گونه از سرده لاله واژگون است.لاله واژگون سیرهوزا در ایران،و در اصل در پارک ملی گیاه‌شناسی موجود است.